# I-84 (восток)
I-84 (Interstate 84) — межштатная автомагистраль в Соединённых Штатах Америки. Протяжённость магистрали — 232,39 мили (374 км). Проходит по территории четырёх штатов.
| Штат  | миль   | км     |
| ----- | ------ | ------ |
| PA    | 54,55  | 87,79  |
| NY    | 71,79  | 115,53 |
| CT    | 97,90  | 157,55 |
| MA    | 8,15   | 13,12  |
| Всего | 232,39 | 374,00 |

## Маршрут магистрали

### Пенсильвания
Западный конец I-84 располагается в Данморе, пригороде Скрентона. На протяжении первых трёх миль I-84 соединена с I-380. После выхода из города I-380 направляется на юго-восток, а I-84 — почти строго на восток. Местность, по которой проходит магистраль в Пенсильвании, населена очень слабо. I-84 проходит неподалёку от парка штата Промисд-Ленд.

### Нью-Йорк
После пересечения рек Делавэр и Неверсинк Interstate 84 попадает на территорию Нью-Йорка. I-84 проходит через три округа Нью-Йорка — Ориндж, Датчесс и Путнэм. В городе Ньюбург I-84 преесекает I-87.

### Коннектикут
Первый город, через который проходит магистраль в Коннектикуте — Данбери. На протяжении 3 миль I-84 соединена с US 6, US 7 и US 202. Затем I-84 пересекает реку Хьюсатоник. У города Саутингтон от I-84 отходит I-691, соединяющая её с I-91. После развязки с I-91 Interstate 84 пересекает реку Коннектикут. В городе Юнион I-84 пересекает границу с Массачусетсом.

### Массачусетс
I-84 проходит по территории этого штата всего 8 миль. В городе Стербридж, на пересечении с I-90, располагается восточный конец магистрали.

## Основные развязки
- NY 17, Мидлтаун
- I-87, Ньюбург
- I-684, Брюстер
- I-691, Чешир
- I-291 / I-384, Манчестер
- I-91, Хартфорд